# Сурдовай
Сурдова́й (рос. Сурдовай) — присілок в Кезькому районі Удмуртії, Росія.
Населення — 55 осіб (2010; 64 в 2002).
Національний склад станом на 2002 рік:
- удмурти — 94 %

Урбаноніми:
- вулиці — Удмуртська